# Хворостинин, Фёдор Иванович
Князь Фёдор Иванович Хворостинин (ум. 17 сентября 1608) — русский военный и государственный деятель, сын боярский, опричник, рында, голова, воевода, окольничий, дворецкий, дипломат, наместник и боярин во времена правления Ивана IV Васильевича Грозного, Фёдора Ивановича, Бориса Годунова и Смутное время.
Из княжеского рода Хворостинины. Второй сын князя Ивана Михайловича Хворостинина (ум. 1571). Братья — Дмитрий, Андрей и Пётр.

## Биография

### Служба при Иване Грозном
В 1544 и 1551 годах Фёдор Иванович Хворостинин участвовал в Крымских походах, рында с государевыми пищалями. В 1555 году показан в жильцах, в ноябре на свадьбе князя Ивана Дмитриевича Бельского и княжны Шуйской был вторым вместо стольника. В 1559 году участвовал в походе русской рати под командованием Данилы Адашева на Крымское ханство, участвовал в бою с крымцами у Монастырского острова и отправлен Д. Ф. Адашевым сеунчем к царю в Москву о битве и разбитии крымцев. В том же году назначен стрелецким головой в большой полк в Тулу и участвовал в разгроме крымско-татарской орды русскими войсками под командованием князя Ивана Дмитриевича Бельского.
В 1562-1563 годах участвовал в походе русской армии под командованием царя Ивана Васильевича Грозного на Полоцк. В сентябре 1568 года в чине рынды с государевым пищалями участвовал в новом походе царя Ивана Васильевича на Великое княжество Литовское.
С 1571 года Фёдор Иванович Хворостинин был третьим головой статьи в походе царя Ивана Васильевича против крымских татар, предпринятом из Александровой слободы в Зарайск, Каширу, Коломну и Серпухов, затем вторым дворовым воеводой во втором царском походе «по крымским вестям». В течение 1572 года годовал вторым воеводой в Александровой слободе. В 1574 году участвовал в подавлении черемисского восстания в Казанском крае, был вторым воеводой полка левой руки в Кашире. В 1575 году вторым воеводой Передового полка в Калуге. В 1577 году за свои заслуги пожалован в дворецкие.
В 1577 и 1579 годах участвовал в походах на Ливонию и Литву, во время которых состоял при царской особе. В 1581 году Фёдор Иванович Хворостинин, заслуживший расположение Ивана Грозного, нёс в церковь золотую чашу во время свадьбы царя с Марией Фёдоровной Нагой. В 1582 году второй воевода в Путивле. В 1583 году присутствовал во время приёма польского посольства (сидел четвёртым в «большой лавке»). В этом же году пожалован в окольничии и отослан по «крымским вестям» первым воеводой в Алексин, а после первый воевода Сторожевого полка на берегу Оки.

### Служба при Фёдоре Ивановиче
В 1585 году, назначен воеводой в Псков, в декабре послан по «черниговским и путивльским вестям» осматривать Брянск, Стародуб, Новгород-Северский, Путивль и Рыльск. В марте 1586 года третий воевода в Пскове, далее второй воевода Передового полка в Калуге, в ноябре назначен в государев поход против шведов, а ежели поход будет отложен, то идти вторым воеводой Передового полка. В 1587 году вызван в Москву, где сидел четвёртым на большой лавке во время приёма литовского посольства. В том же году Фёдор Хворостинин назначен вторым воеводой передового полка на р. Оке для защиты южнорусских границ от крымских татар. Затем «по шведским вестям» вызван в столицу и отправлен первым воеводой в Великий Новгород для «делания города». В 1588 году в награду за успешное и своевременное выполнение возложенного на него задания пожалован царем в бояре, став десятым в ближней царской тайной думе. В 1589 году назван наместником старицким и отправлен первым послом на переговоры со шведскими послами на р. Плюссе. В январе 1590 года второй воевода войск левой руки в походе из Новгорода на шведов, а 13 июня 1590 года отправлен вторым воеводой в Тулу, где в июле вторым встречал крымских царевичей и послов. В следующем 1591 году назначен первым послом на переговоры со шведами в Ивангороде, в апреле стоял у сказывания окольничества Плещееву и отправлен царем первым воеводой сторожевого полка в Коломну, но при получении сведений о наступлении большой крымско-татарской орды под предводительством хана Гази Герая на Москву, переведен шестым воеводой в русские войска, сосредоточенные у Донского монастыря, и был в обозе вторым воеводой Сторожевого полка. После разгрома и отступления крымского хана направлен воеводой в Коломну. Получил в награду от царя Фёдора Иоанновича «полуторный золотой». В 1592 году отправлен в Новгород, откуда должен был идти в поход против шведов вторым воеводой Сторожевого полка, а потом был первым воеводой в Иван-городе и во время чумы стоял в Большом городе. В 1593 году Фёдор Иванович Хворостинин отправлен первым послом из Москвы в Ливны, где вёл переговоры и размен с крымскими послами. В 1594 году был за царским столом во время приёма кызылбашского посла. В 1595, 1596 и 1597 годах упоминается наместником коломенским, в этом чине в июне 1597 года участвовал в переговорах с австрийским послом. В этом же году послан с денежным жалованием дворянам и детям боярским в окраинные города.

### Служба при Борисе Годунове
В 1598 году после смерти царя Фёдора Иоанновича и вступления на царский престол Бориса Фёдоровича Годунова боярин князь Фёдор Иванович Хворостинин отправлен в Нижний Новгород, Казань и другие города, приводить местное население к присяге на верность новому царю. В 1599 году в апреле обедал у Государя, участвовал во встрече шведского королевича Густава. Будучи четвёртым во время царского обеда, князь Фёдор Иванович заместничал с А. Н. Романовым, который был третьим. В 1601 году обедал у Государя с польскими послами.

### Служба в Смутное время
В 1606 году назначен Лжедмитрием советников в большом царском совете.
17 сентября 1608 года боярин князь Фёдор Иванович Хворостинин скончался, приняв монашество под именем Феодосия. Погребён в Троице-Сергиевой лавре. Над могилой был установлен надгробный камень с надписью: «Князь Фёдор Иванович Хворостинин, во иноцеках схимник Феолосий, представился 7117 (1608) сентября в 17 день».
В духовной грамоте составленной 24 октября 1602 года записано: «Положить мое грешное тело у Живоначальной Троицы в Сергиевом монастыре возле отца моего князя Ивана Михайловича в иночестве Иосиф, и на месте цка положена (камень) а на ней надписано: Место князя Фёдора Ивановича Хворостинина».

## Семья
Князь Фёдор Иванович Хворостинин был женат на Антонине Васильевне (ум. 1617).
Дети:
- Князь Хворостинин Иван Фёдорович[5] — стольник (1658), бездетен.
- Князь Хворостинин Григорий Фёдорович — на свадьбе Лжедмитрия I и Марины Мнишек вторым наливал пить новобрачным, с окольничими перед ними ходил, а на другой день восьмой мовник в бане с Лжедмитрием был (1606), в бракосочетании царя Василия Шуйского с княжной Буйносовой был одиннадцатым в свадебном поезде.(январь 1608).

## Критика
В Русской родословной книге А. Б. Лобанова-Ростовского у князя Фёдора Ивановича показан один сын — князь Иван Фёдорович. В родословной книге М. Г. Спиридова у князя Фёдора Ивановича показан тоже один сын, но уже князь Григорий Фёдорович. В родословной росписи поданной в 1682 году в Палату родословных дел, из родословной книги из собрания М. А. Оболенского у князя Фёдора Ивановича показаны два сына — князья Фёдор Фёдорович и бездетный Григорий Фёдорович.